# Hymn of Death
Hymn of Death  (Hangul: 사의 찬미; RR: Saui Chanmi) es una serie de televisión surcoreana de 2018 basada en la película de 1991 Death Song y protagonizada por Lee Jong-suk y Shin Hye-sun. Se transmitió por SBS del 27 de noviembre al 4 de diciembre de 2018, y estuvo disponible en Netflix durante el mes de diciembre.

## Sinopsis
La serie muestra la trágica historia de amor entre la primera soprano profesional de Joseon, Yoon Shim-deok y el genio dramaturgo Kim Woo-jin.

## Elenco

### Principal
- Lee Jong-seok como Kim Woo-jin.
- Shin Hye-sun como Yoon Shim-deok.

### Secundario
- Kim Myung-soo como Kim Sung-kyoo.
- Park Sun-mi como Jung Jeom-hyo.
- Kim Won-hae como Yoon Seok-ho.
- Hwang Young-hee como Madame Kim.
- Ko Bo-kyul como Yoon Sung-deok.
- Shin Jae-ha como Yoon Ki-sung.
- Lee Ji-hoon como Hong Nan-pa.[3]
- Jung Moon-sung como Cho Myung-hee.
- Oh Eui-shik como Hong Hae-sung.
- Lee Joon-yi como Kyosuke Tomoda (Nuevo actor japonés).
- Han Eun-seo como Han Ki-joo (Soprano, pianista).[4]
- Lee Sang-yeob como Kim Hong-do.[5]
- Jang Hyun-sung como Lee Yong-moon.
- Lee Cheol-min como funcionario del gobierno.
- Kim Kang-hyun como Lee Seo-goo.
- Jang Hyuk-jin como Dauchi.
- Bae Hae-sun como Profesora de Música Vocal.

## Producción
La primera lectura del guion tuvo lugar el 27 de marzo de 2018. El rodaje comenzó a finales de abril de 2018.

## Calificaciones
- En la siguiente tabla, los números azules representan las calificaciones más bajas y los números rojos representan las calificaciones más altas.
- NR indica que el drama no clasificó en el top 20 de programas diarios en esa fecha.
- N/A indica que la calificación no es conocida.

| Ep.      | Fecha de emisión Original | El promedio de participación de audiencia | El promedio de participación de audiencia | El promedio de participación de audiencia |
| Ep.      | Fecha de emisión Original | TNmS                                      | AGB Nielsen                               | AGB Nielsen                               |
| Ep.      | Fecha de emisión Original | A nivel nacional                          | A nivel nacional                          | Seúl                                      |
| -------- | ------------------------- | ----------------------------------------- | ----------------------------------------- | ----------------------------------------- |
| 1        | 27 de noviembre de 2018   | 5.9%                                      | 7.4% (10th)                               | 8.3% (9th)                                |
| 2        | 27 de noviembre de 2018   | 6.5%                                      | 7.8% (9th)                                | 8.9% (6th)                                |
| 3        | 3 de diciembre de 2018    | 4.2%                                      | 4.7% (NR)                                 |                                           |
| 4        | 3 de diciembre de 2018    | 5.1%                                      | 5.6% (NR)                                 |                                           |
| 5        | 4 de diciembre de 2018    |                                           | 4.7% (NR)                                 |                                           |
| 6        | 4 de diciembre de 2018    | 6.2% (NR)                                 | 7.0% (14th)                               |                                           |
| Promedio | Promedio                  | -                                         | 6.1%                                      | -                                         |